# Gonzalo Gallas Novás
Gonzalo Gallas Novás (Pontevedra; 4 de octubre de 1886-Granada; 29 de junio de 1955). Científico y académico español. Decano de la Facultad de Ciencias de la Universidad de Granada de 1931 a 1952, año en que se jubiló.

## Biografía
Gonzalo Gallas Novás, nació en Pontevedra el 4 de octubre de 1886. Inició sus estudios en el Instituto de aquella ciudad siendo, desde muy joven, “… estimadísimo en Pontevedra por sus condiscípulos y amigos que, desde los primeros estudios del Bachillerato, vieron en su aplicación y talento una futura personalidad intelectual.”
Entre los amigos de la familia Gallas se encontraban los hijos de Victoriano Encinas y Reyes, quien había fallecido prematuramente el año de 1896 cuando ocupaba el cargo de Director de la Escuela Normal de Pontevedra.
Como el joven Gonzalo deseaba continuar sus estudios universitarios en una universidad de prestigio, la familia Encinas Dios lo recomendó ampliamente con su tío, Pedro Encinas y Reyes, quien era Oficial Primero en la Secretaría General de la Universidad de Salamanca. Pedro Encinas se impresionó con la enorme inteligencia del joven pontevedrés y lo apoyó para que ingresara en el año 1902 a la Facultad de Ciencias de la universidad salmantina. Pedro Encinas le dio incluso alojamiento en su casa como un miembro más de la familia.
Gonzalo Gallas no defraudó las expectativas puestas en él y cursó todas las materias de la licenciatura y el doctorado en Ciencias Químicas con matrícula de honor. El grado de doctor lo tomó en Madrid.
Durante sus años en la Universidad de Salamanca fue becario del Colegio Mayor de Santiago de Salamanca. La Fundación Santiago Apóstol de la Universidad de Salamanca lo becó durante el año 1907 para que completara sus estudios en el Instituto Pasteur de París.
“Terminadas en Madrid las oposiciones para proveer la auxiliaría correspondiente al cuarto grupo de la Facultad de Ciencias de la Universidad de Salamanca, el tribunal por unanimidad y haciendo justicia a los brillantísimos ejercicios practicados por el opositor D. Gonzalo Gallas Novás, le otorgó el primer puesto.” A raíz de su éxito académico enseñó en la facultad salmantina de 1908 a 1914. En 1913 disfrutó de una bolsa para estudiar durante 8 meses Química Orgánica -derivados cíclicos con especialidad en heterocíclicos de la serie del indol-, en Zúrich, en la Escuela Politécnica Standinger, trabajando con el profesor Jules Schmidlin quien era un experto mundial en los colorantes en general y del índigo y sus derivados, en particular. Se conservan dos memorias manuscritas sobre esta estancia en el Archivo de la Junta para la Ampliación de estudios, actualmente en la biblioteca central del CSIC. En 1914 aparecen sus primeras publicaciones editadas en la revista Journal Chemical Society.
En 1914 se presenta a examen de oposición para una plaza en la Facultad de Ciencias de Granada, perteneciente a la Universidad de Granada volviendo a obtener el puesto con amplia ventaja sobre los demás interesados. Se convierte así en el primer catedrático de Química Orgánica de aquella universidad. A partir de ese año su destino quedará unido al de aquella universidad y ciudad.
Habiendo contraído nupcias con Piedad Encinas González, hija mayor de Pedro Encinas y Reyes, ya entonces Secretario General de la Universidad de Salamanca; el joven matrimonio se establece en Granada. En el año de 1916 nace su único hijo, Gonzalo Gallas Encinas (Granada, 1916; Granada, 2007), y dos años después, en 1918, Piedad fallece antes de los 25 años de edad, víctima de la epidemia de Gripe Española que asoló al mundo entero causando decenas de millones de muertes. Gonzalo no volverá a contraer matrimonio, dedicándose por entero a su hijo y a la Universidad de Granada.
Gallas tuvo a su cargo la conferencia de apertura del curso 1918-1919, hablando sobre diferentes temas de Química relacionados con su especialidad en Química Orgánica. A partir de esta fecha, buscando en la investigación un refugio ante la dolorosa pérdida de su esposa, reinicia su fructífera labor investigadora junto con su profesor auxiliar, Antonio Alonso Gómez.
En 1920 fallece en Puerto de Béjar, provincia de Salamanca, su suegro, Pedro Encinas y Reyes, y Gonzalo acoge en Granada a su suegra, María del Tránsito González Moreno, y a su cuñado menor, Carlos Encinas González, entonces con 13 años de edad, y ayuda a este último a inscribirse con los Escolapios para cursar el bachillerato. La presencia de parte de la familia política y el que su hijo Gonzalo cuente con la cercanía de su abuela materna resultan sumamente importantes tras la prematura muerte de Piedad.
Sus primeras investigaciones en la Universidad de Granada tratan el tema de las condensaciones de compuestos halo nitrogenados. En 1930 escribe junto con Alonso Gómez, un extenso artículo, donde dieron cuenta de sus investigaciones. Fue el comienzo de una larga serie de trabajos, la mayoría de ellos publicados en Anales, órgano de la Sociedad Española de Física y Química.
En los últimos años de aquella década, previos al establecimiento de la Segunda República, Gallas preside la sección granadina de la Sociedad Española de Física y Química.

### Decano de la Facultad de Ciencias de la Universidad de Granada
A partir de 1931, a raíz de su nombramiento como Decano, regirá por más de 20 años los destinos de la Facultad de Ciencias de la Universidad de Granada, siempre preocupado por lograr las mejores instalaciones posibles para la Facultad. En varias ocasiones ocupó el rectorado de la universidad en ausencia del titular.
En 1950, bajo su decanato, inaugurará el edificio de la nueva facultad que se encontraba unido al anterior. Ello proporcionó un breve respiro pues tan solo 10 años después había quedado pequeño y hubo que pensar en una nueva Facultad y un nuevo campus para la universidad entera.
El 29 de junio de 1955, ya jubilado, fallece Gonzalo Gallas Novás dejando una honda huella en Granada y en su Universidad. Como un tributo a su vocación granadina y a su incansable lucha por lograr espacios más amplios y dignos para la enseñanza superior de las ciencias, la Ciudad ha dado su nombre a una célebre calle que bordea el moderno Campus de Fuentenueva donde se encuentra hoy en día la Facultad de Ciencias de Granada.

## Obra Científica

### Investigaciones Publicadas
- Divagaciones sobre actualidades químicas en el terreno teórico y técnico industrial. Discurso de bienvenida en la apertura del curso 1918-1919 de la Universidad de Granada.
- Condensaciones de compuestos halo-nitrogenados. Gonzalo Gallas y Alonso Gómez. Publicado en Anales de la Sociedad Española de Física y Química, 1930, 28, pp. 645–690.
- Síntesis de carbonilos metáiicos (nota preliminar). Gonzalo Gallas y Alonso Gómez. Publicado en Anales de la Sociedad Española de Física y Química. Gallas, G.; Alonso, A.
- Derivados bromados de algunos polifenoles. Gonzalo Gallas con Alonso Gómez. Publicado en Anales de la Sociedad Española de Física y Química, 1930, 28, pp. 967–1002.
- Condensación de p-naftilamina con derivados del ácido oxálico, Gonzalo Gallas con G. Bermúdez. Publicado en Anales de la Sociedad Española de Física y Química, 1931, 29, pp. 464–469.
- Oxidación de nitrobencilaminas, Gonzalo Gallas con Victoriano Martín Vivaldi y P. Moreno. Publicado en Anales de la Sociedad Española de Física y Química, 1931, 29, 458-463.
- Productos de condensación de la propanona. Óxido de mesitilo y sus derivados, Gonzalo Gallas con F. González. Publicado en Anales de la Sociedad Española de Física y Química., 1932, 30, 645-654.
- Nitrilos de oxalamidas disustituidas, Gonzalo Gallas con Manuel de la Morena Calvet. Publicado en Anales de la Sociedad Española de Física y Química., 1954, 50B, pp. 741–746
- Comparación entre las reacciones de la benzoina y del bencilo con formamida, Gonzalo Gallas con Manuel de la Morena Calvet y F. Márquez Archilla. Publicado en Anales de la Sociedad Española de Física y Química., 1955, 51B, 633-638